# Wuhan
Wuhan ([wùhân]ⓘ; chiń. upr. 武汉市; chiń. trad. 武漢市; pinyin Wǔhàn Shì) – miasto w środkowych Chinach, stolica prowincji Hubei.
Miasto jest jednym z największych ośrodków gospodarczych współczesnych Chin z dużym udziałem kapitału wielkich światowych korporacji; rozwinięty przemysł wysokich technologii, hutnictwo metali, przemysł włókienniczy, spożywczy, maszynowy, stoczniowy, samochodowy, chemiczny oraz rafineryjny. Centralny węzeł komunikacyjny, duży port nad rzeką Jangcy, port lotniczy Wuhan-Tianhe. Trzecie miasto w kraju po Pekinie i Szanghaju pod względem poziomu szkolnictwa wyższego.

## Geografia

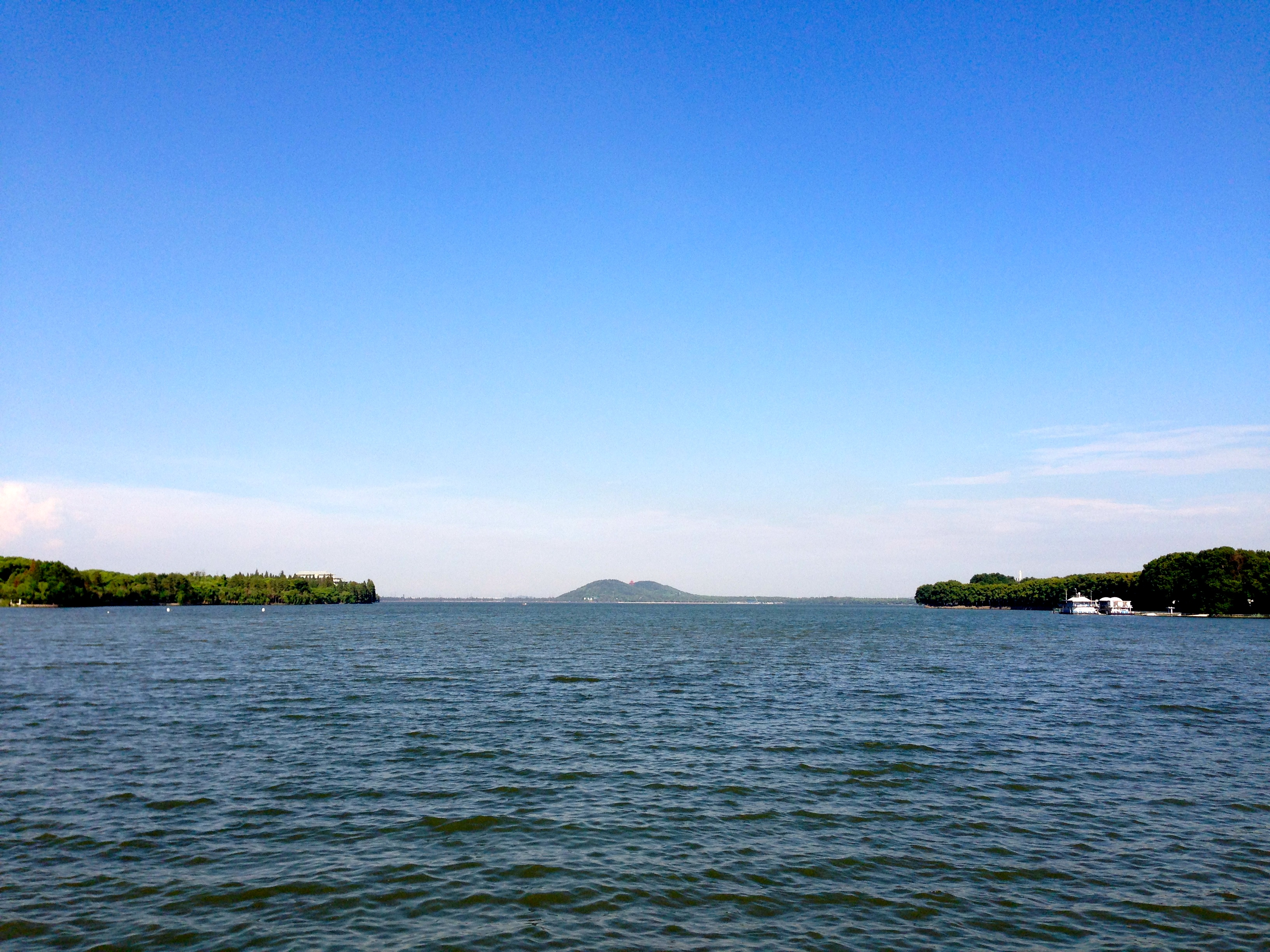
Jezioro Wschodnie

Wuhan leży u zbiegu rzeki Han do Jangcy na jej środkowym biegu. Na zachodnim brzegu rzeki Jangcy leżą m.in. dawne miasta Hankou i Hanyang, dzisiaj wchodzące w skład Wuhanu, zaś na wschodnim brzegu pozostałe dzielnice m.in. Wuchang. Ponadto w dzielnicy Huangpi do Jangcy wpływa rzeka She. Większa część miasta leży na równinnych terenach, jedynie w północnej części dzielnicy Huangpi oraz północno-wschodniej części dzielnicy Xinzhou przeważa krajobraz górzysty. Na terenie Wuhanu istnieje 38 jezior, w tym największe jezioro – Wschodnie o powierzchni 33 km², które jest największym w Chinach jeziorem na obszarze miejskim. W Wuhanie występują wszystkie cztery pory roku. Panuje tutaj klimat subtropikalny monsunowy z obfitymi opadami deszczu.
| Miesiąc                                      | Sty  | Lut | Mar  | Kwi  | Maj  | Cze  | Lip  | Sie  | Wrz  | Paź  | Lis  | Gru  | Roczna |
| -------------------------------------------- | ---- | --- | ---- | ---- | ---- | ---- | ---- | ---- | ---- | ---- | ---- | ---- | ------ |
| Średnie temperatury w dzień [°C]             | 8.1  | 9.6 | 14.6 | 21.0 | 26.2 | 29.8 | 32.9 | 32.7 | 27.8 | 22.7 | 16.4 | 10.5 | 21,0   |
| Średnie temperatury w nocy [°C]              | -0.5 | 1.4 | 6.1  | 12.2 | 17.7 | 21.8 | 25.2 | 24.6 | 19.4 | 13.4 | 7.2  | 1.5  | 12,5   |
| Opady [mm]                                   | 34   | 57  | 92   | 134  | 151  | 212  | 151  | 132  | 84   | 89   | 58   | 28   | 102    |
| Średnia liczba dni z opadami                 | 8    | 10  | 13   | 14   | 13   | 12   | 11   | 9    | 9    | 10   | 9    | 7    | 125    |
| Źródło: Światowa Organizacja Meteorologiczna |      |     |      |      |      |      |      |      |      |      |      |      |        |

## Podział administracyjny

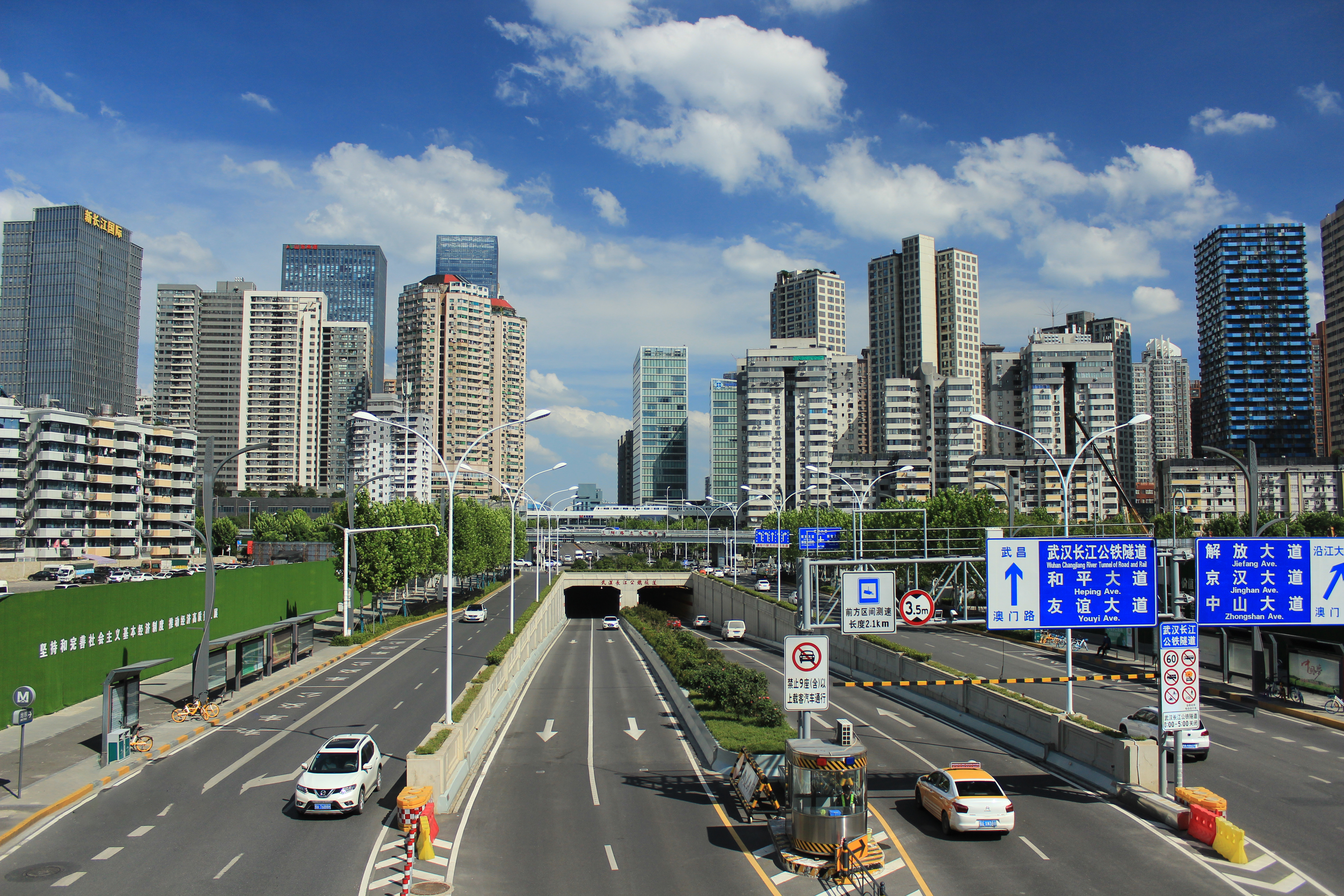
Dzielnica Jiang’an (widok na tunel pod rzeką Jangcy)

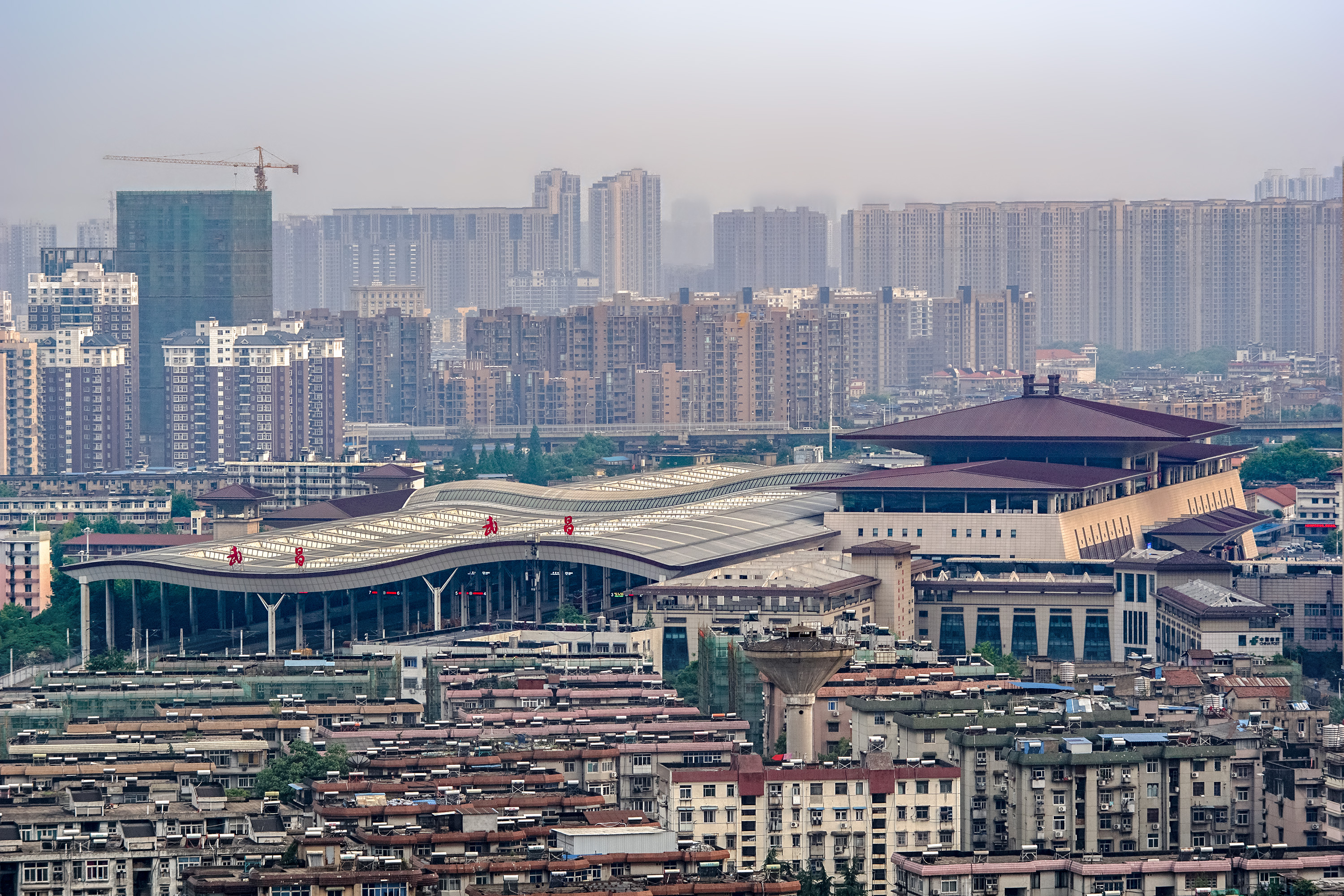
Dzielnica Wuchang (widok na dworzec kolejowy Wuchang)

Wuhan dzieli się na 13 dzielnic, w skład których wchodzą 156 subdystrykty.
| Caidian Dongxihu Hannan Hanyang Hongshan Huangpi Jiang’an Jianghan Jiangxia Qiaokou Qingshan Wuchang Xinzhou |                  |                    |                            |
| \| Nazwa dzielnicy \| Populacja (2017) \| Powierzchnia (km²) \| Gęstość zaludnienia (/km²) \| \| ------------------- \| ---------------- \| ------------------ \| -------------------------- \| \| Caidian (蔡甸区) \| 735 000 \| 1093,17 \| 667 \| \| Dongxihu (东西湖区) \| 562 500 \| 495,34 \| 1133 \| \| Hannan (汉南区) \| 135 500 \| 287,05 \| 467 \| \| Hanyang (汉阳区) \| 652 700 \| 111,54 \| 5 898 \| \| Hongshan (洪山区) \| 1 637 500 \| 573,28 \| 2851 \| \| Huangpi (黄陂区) \| 988 300 \| 2256,70 \| 437 \| \| Jiang’an (江岸区) \| 962 400 \| 80,28 \| 11 988 \| \| Jianghan (江汉区) \| 729 600 \| 28,29 \| 25 790 \| \| Jiangxia (江夏区) \| 913 700 \| 2018,31 \| 453 \| \| Qiaokou (硚口区) \| 868 500 \| 40,06 \| 21 679 \| \| Qingshan (青山区) \| 528 800 \| 57,12 \| 9349 \| \| Wuchang (武昌区) \| 1 276 300 \| 64,58 \| 19 793 \| \| Xinzhou (新洲区) \| 902 100 \| 1463,43 \| 616 \| \| Razem \| 10 892 900 \| 8569,15 \| 1271 \| |                  |                    |                            |
| Nazwa dzielnicy | Populacja (2017) | Powierzchnia (km²) | Gęstość zaludnienia (/km²) |
| Caidian (蔡甸区) | 735 000          | 1093,17            | 667                        |
| Dongxihu (东西湖区) | 562 500          | 495,34             | 1133                       |
| Hannan (汉南区) | 135 500          | 287,05             | 467                        |
| Hanyang (汉阳区) | 652 700          | 111,54             | 5 898                      |
| Hongshan (洪山区) | 1 637 500        | 573,28             | 2851                       |
| Huangpi (黄陂区) | 988 300          | 2256,70            | 437                        |
| Jiang’an (江岸区) | 962 400          | 80,28              | 11 988                     |
| Jianghan (江汉区) | 729 600          | 28,29              | 25 790                     |
| Jiangxia (江夏区) | 913 700          | 2018,31            | 453                        |
| Qiaokou (硚口区) | 868 500          | 40,06              | 21 679                     |
| Qingshan (青山区) | 528 800          | 57,12              | 9349                       |
| Wuchang (武昌区) | 1 276 300        | 64,58              | 19 793                     |
| Xinzhou (新洲区) | 902 100          | 1463,43            | 616                        |
| Razem | 10 892 900       | 8569,15            | 1271                       |

## Demografia

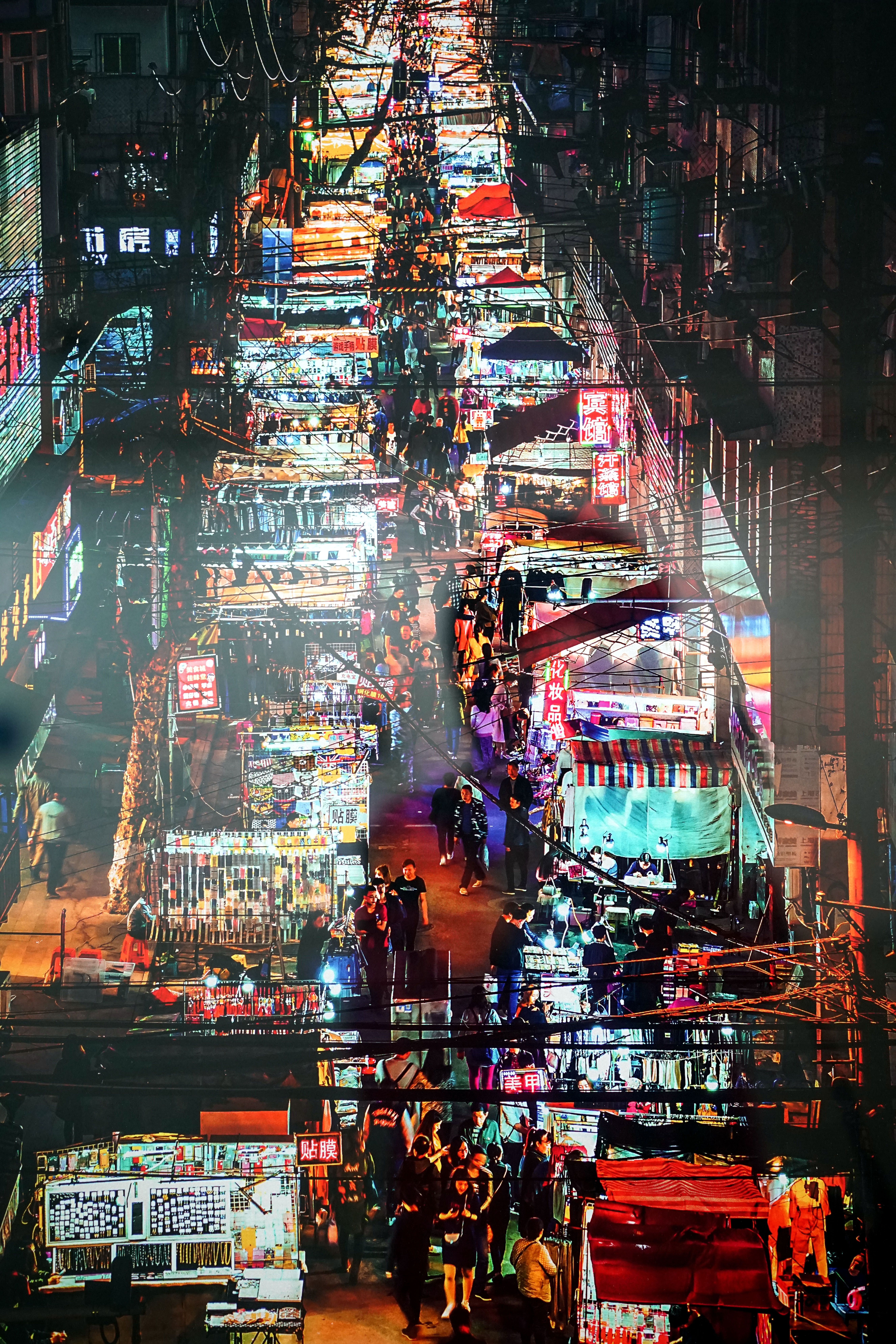
Nocny targ Baocheng Road (dzielnica Jiang’an)

W 2019 roku w Wuhanie mieszkało 11 212 000 osób. Wśród osób zameldowanych na stałe 51% mieszkańców było mężczyznami, a 49% kobietami, ponadto 15% ludności było w wieku do 17 lat, 64% pomiędzy 18 a 59 rokiem życia, zaś 21% ludności było w wieku 60 lat i powyżej. Średnia długość życia w 2019 roku wynosiła 81,4 lat.
| Ludność Wuhanu od 1910 roku |                            |       |
| Rok                         | Populacja                  | +/-   |
| 1910                        | 800 000 (Hankou + Wuchang) | -     |
| 1950                        | 1 068 000                  | +34%  |
| 1960                        | 1 488 000                  | +39%  |
| 1970                        | 2 039 000                  | +37%  |
| 1980                        | 5 711 800                  | +180% |
| 1990                        | 6 903 100                  | +21%  |
| 2000                        | 8 048 100                  | +17%  |
| 2010                        | 9 785 400                  | +22%  |
| 2015                        | 10 607 700                 | +8%   |
| 2019                        | 11 212 000                 | +6%   |

## Historia

### Wczesna historia

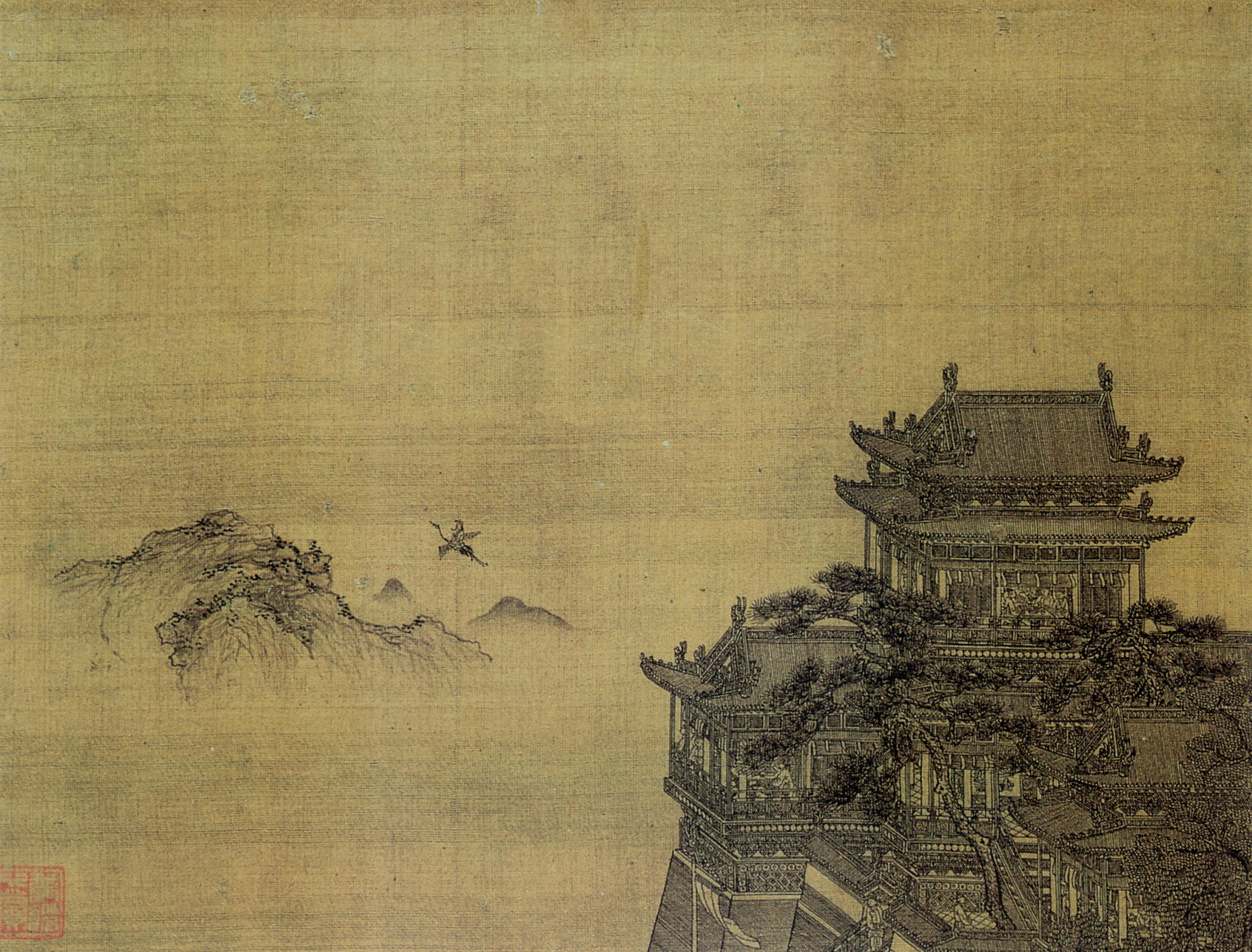
Wieża Żółtego Żurawia za czasów panowania dynastii Yuan

Obecny Wuhan powstał poprzez połączenie trzech miast Hankou, Hanyangu i Wuchangu. Na terenie dzisiejszej dzielnicy Huangpi w XVI – XIV wieku p.n.e., w okresie panowania dynastii Shang, istniało antyczne miasto Panlongcheng. Prawobrzeżna część obecnego miasta m.in. Wuchang, począwszy od panowania dynastii Zhou, podlegała sąsiedniemu obecnemu miastu Ezhou, które najpierw było stolicą wasala tzw. hrabstwa E, następnie w Epoce Trzech Królestw pełniło przez pewien czas funkcję stolicy państwa Wu, zaś w następnych wiekach było stolicą prowincji. W 223 roku wzniesiono wieżę Żółtego Żurawia. Miasto Hanyang, które zostało założone za rządów dynastii Sui (581–618), w okresie panowania dynastii Song (960-1279) wraz z Wuchang stały się jednym z najlepiej prosperujących ośrodków handlowych wzdłuż rzeki Jangcy. Z czasów powyższej dynastii pochodzi pagoda Wuying oraz pierwotne zabudowania Tarasu Guqin, który miał upamiętniać legendę o przyjaźni Yu Boya i Zhong Ziqi. W okresie panowania dynastii Ming miasto Wuchang stało się stolicą prowincji. W okresie panowania cesarza Chenghua (1464-1487) rzeka Hanjiang zmieniła swój bieg i oddzieliła Hankou od Hanyang. Od tego czasu w Hankou zaczęło się rozwijać jako miasto handlowe i już na początku XVII wieku było największym portem śródlądowym w kraju. Ponadto od XVII wieku zaczął funkcjonować handlowy szlak herbaciany z Hankou do Carstwa Rosyjskiego o długości 13 tysięcy km.

### XIX – XX wiek

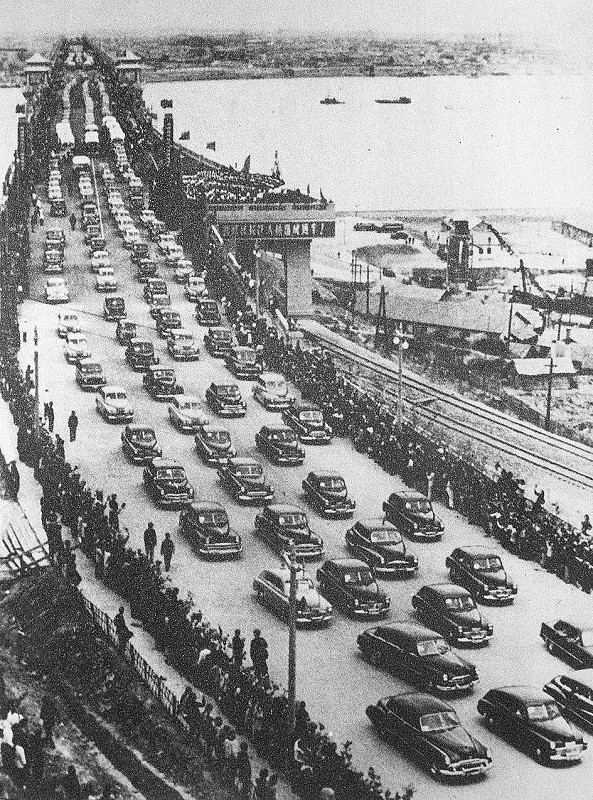
Otwarcie pierwszego mostu na rzece Jangcy

Na mocy zawartego między Chinami, Francją i Imperium brytyjskim traktatu tiencińskiego kończącego II wojnę opiumową, otwarto Hankou dla handlu zagranicznego, co dało dodatkowy impuls do rozwoju gospodarczego trzech sąsiadujących ze sobą miast. W latach 1861–1896 przyznano w Hankou koncesje Brytyjczykom, Francuzom, Niemcom, Japończykom oraz Rosjanom, dzięki czemu powstało w tym czasie wiele przedsiębiorstw zagranicznych zajmujących się handlem i spedycją. W okresie największej prosperity miasto odpowiadało za eksport 80% chińskiej herbaty. Rosyjscy kupcy założyli w 1863 roku faktorię herbaty Shunfeng Brick, pierwsze przedsiębiorstwo na terenie obecnego Wuhanu finansowane z zagranicy. W 1891 roku do Hankou z wizytą przybył późniejszy car Mikołaj II Romanow. Faktoria herbaty w mieście przynosiła Imperium Rosyjskiemu ogromne zyski, które w tym samym roku stanowiły prawie jedną trzecią całkowitego dochodu państwa. W latach 1891–1893 ówczesny gubernator Zhang Zhidong założył w Hanyang pierwszy kompleks przemysłu żelazowo-stalowego w kraju, zaś w 1895 roku fabrykę broni. Według statystyk przeprowadzonych w 1905 roku przez japońskiego konsula w Hankou, w mieście funkcjonowało 124 przedsiębiorstwa założone przez obcokrajowców, których było ponad 2 tysiące osób (nie licząc dyplomatów, wojskowych i osób zajmujących się działalnością religijną). W 1906 roku uruchomiono linię kolejową do Pekinu, zaś pociągi odjeżdżały ze stacji Dazhimen, której budynek znajduje się w obecnej dzielnicy Jiang’an.
Hankou, Wuchang i Hanyang odegrały ważną rolę w XX-wiecznej historii Chin. W 1911 roku doszło do powstania w Wuchang, które dało początek rewolucji Xinhai, w wyniku której doszło do obalenia dynastii Qing i proklamowania Republiki Chińskiej. Obszar dzisiejszego Wuhanu był główną areną walk pomiędzy siłami cesarskimi a rewolucjonistami, których nadrzędnym celem było zdobycie arsenału w Hanyangu.
W pierwszych dekadach XX wieku w koncesjach mocarstw zachodnich powstało szereg budowli, które przetrwały do dziś i stanowią charakterystyczną zabudowę obecnej dzielnicy Hankou. W grudniu 1926 roku Hankou zostało zdobyte przez wędrujące z Guangdongu na północ siły Kuomintangu, co oznaczało wzmocnienie pozycji nacjonalistów w rejonie środkowego Jangcy. Zaraz po wkroczeniu Kuomintangu w mieście doszło do antybrytyjskich wystąpień. Tłum dokonał ataków na brytyjskie posiadłości, po których zawarto umowę z Brytyjczykami odnośnie do dopuszczenia Chińczyków do zarządzania koncesjami. Do pierwszej próby połączenia trzech miast w jedno o nazwie Wuhan doszło w 1927 roku, gdy w mieście powstał odrębny rząd stworzony przez lewicowe skrzydło KMT i KPCh. Jednak wkrótce doszło do zerwania współpracy. Mao Zedong, późniejszy przywódca Chińskiej Republiki Ludowej, utworzył w Wuchangu Instytut Ruchu Ludowego, gdzie w 1927 odbył się piąty kongres Komunistycznej Partii Chin. W 1928 roku przekształcono założony w 1893 roku Instytut Ziqiang w Uniwersytet Wuhański. W 1931 roku doszło do wielkiej powodzi w Chinach, która pochłonęła wiele istnień ludzkich, zaś miasto Hankou było zalane przez trzy miesiące. W 1936 roku uruchomiono linię Kanton – Hankou, której pociągi odjeżdżały jednak z dzisiejszej dzielnicy Wuchang, znajdującej się na drugim brzegu rzeki Jangcy.
W trakcie wojny chińsko-japońskiej, po zajęciu Nankinu przez Japończyków w 1937 roku, rząd Kuomintangu wycofał się do Hankou, które stało się centrum chińskiego ruchu oporu. Miasto w okresie od 11 czerwca do 27 października 1938 roku broniło się przed wojskami japońskimi. Była to najdłuższa i największa bitwa w całej wojnie. Od 1937 roku do 1945 roku miasto znajdowało się pod okupacją Cesarstwa Wielkiej Japonii. Obecne miasto Wuhan powstało w 1949 roku z połączenia trzech sąsiadujących ze sobą miast – Hankou, Hanyangu i Wuchangu. W latach pięćdziesiątych XX wieku nastąpił szybki rozwój przemysłu, głównie przemysłu ciężkiego i tekstylnego. 15 października 1957 roku otwarto pierwszy w historii most drogowo-kolejowy na rzece Jangcy. W 1958 roku w mieście utworzono Wuhański Instytut Wirusologii, którego częścią jest otwarte w 2017 Narodowe Laboratorium Bezpieczeństwa Biologicznego, gdzie bada się niebezpieczne patogeny, m.in. wirusa SARS i wirusa Ebola (BSL-4). W 1981 roku zaczęto odbudowę wieży Żółtego Żurawia. W 1991 roku otwarto specjalną strefę ekonomiczną Wuhan East Lake High-tech Development Zone (tzw. Dolinę optyczną), jedyną wówczas w kraju strefą z dziedziny high-tech. Drugi most na rzece Jangcy otwarto w 1995 roku i jednocześnie wyznaczono tzw. pierwszą obwodnicę przechodzącą przez oba ówczesne mosty. W samym roku oddano do użytku port lotniczy Wuhan-Tianhe. W 2000 roku doszło do katastrofy lotu Wuhan Airlines 343.

### XXI wiek

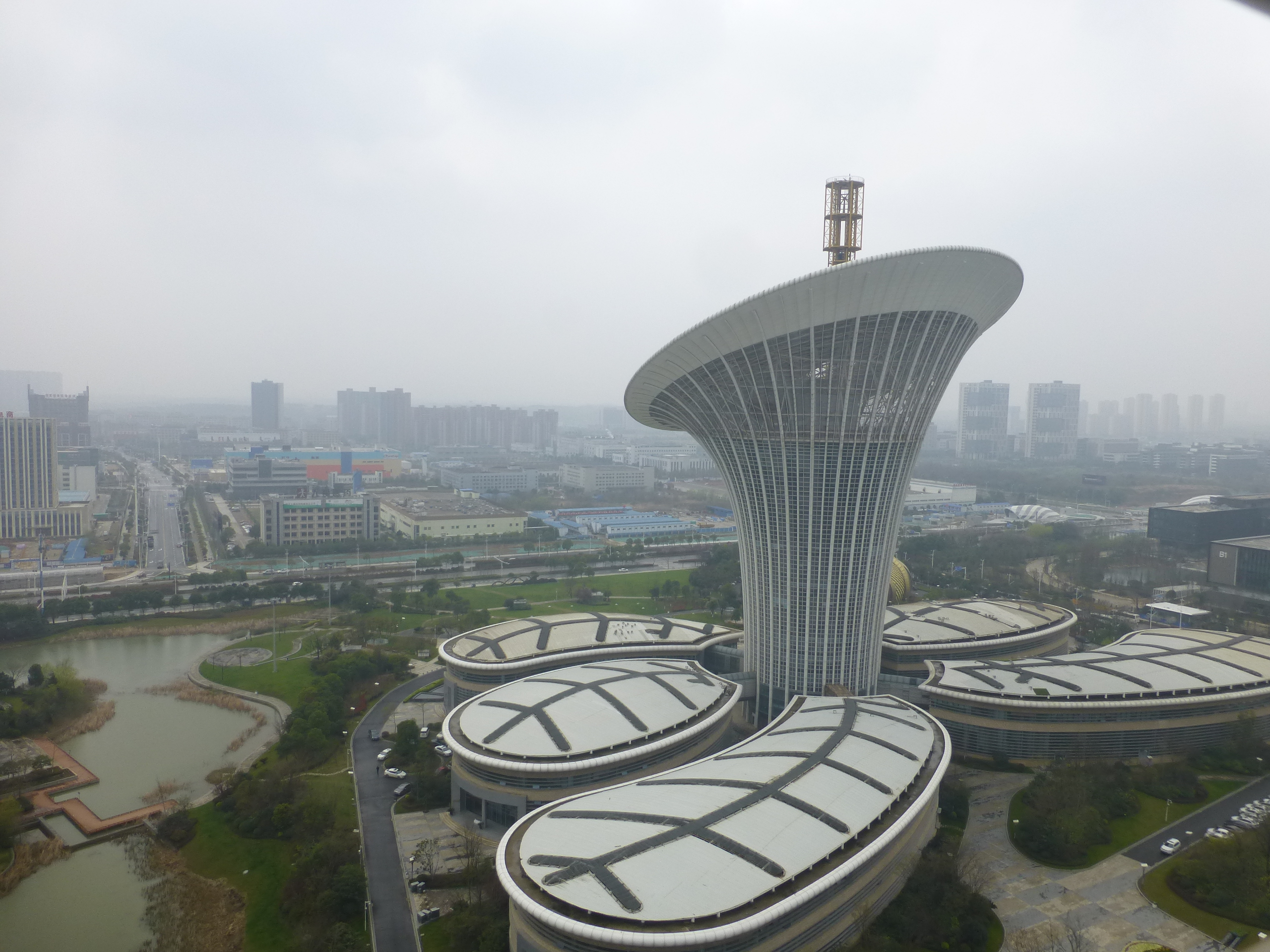
Wuhan Future City (Dolina Optyczna)

W pierwszych dwóch dekadach nowego wieku znacznie rozbudowano infrastrukturę drogową miasta: oddano do użytku 8 mostów nad rzeką Jangcy, dwunitkowy tunel pod rzeką oraz dwie obwodnice, zaś czwarta ma zostać oddana pod koniec 2020 roku. Pierwszą linię metra w Wuhanie oddano do użytku w 2004 roku. Miasto od początku wieku zaczęło rozwijać przemysł wysokich technologii, w wyniku czego w 2018 roku wartość dodana tego przemysłu przekroczyła kwotę 300 miliardów CNY, co stanowiło wówczas 20% przychodu PKB Wuhanu. W 2013 roku w Dolinie optycznej otwarto pierwszą w Chinach strefę wolnego handlu.
W związku z wyborem Wuhanu na gospodarza Światowych wojskowych igrzysk sportowych w mieście wybudowano szereg obiektów sportowych m.in. kompleks sportowy Wuhan Five Rings Sports Center. Miasto Wuhan zostało w 2017 roku Miastem Kreatywnym UNESCO w dziedzinie designu. W 2019 roku ukończono najwyższy budynek w mieście Wuhan Center. W tym samym roku odbyła się największa impreza sportowa w historii miasta, Światowe Wojskowe Igrzyska Sportowe w których wzięło udział ponad 9 tysięcy sportowców.
To właśnie w Wuhan w 2019 odnotowano pierwsze przypadki nowej choroby wywołującej zapalenie płuc wśród mieszkańców związanych z rynkiem zwierząt i owoców morza. Następnie chińscy naukowcy zidentyfikowali nowego koronawirusa, który okazał się podobny pod względem sekwencji genetycznej do wirusa SARS-CoV wywołującego ostry zespół oddechowy (SARS). (zob. Pandemia Covid-19 w ChRL).
Od 24 stycznia do 8 kwietnia 2020 Wuhan został objęty kwarantanną z powodu epidemii wirusa SARS-CoV-2.

## Transport

### Koleje

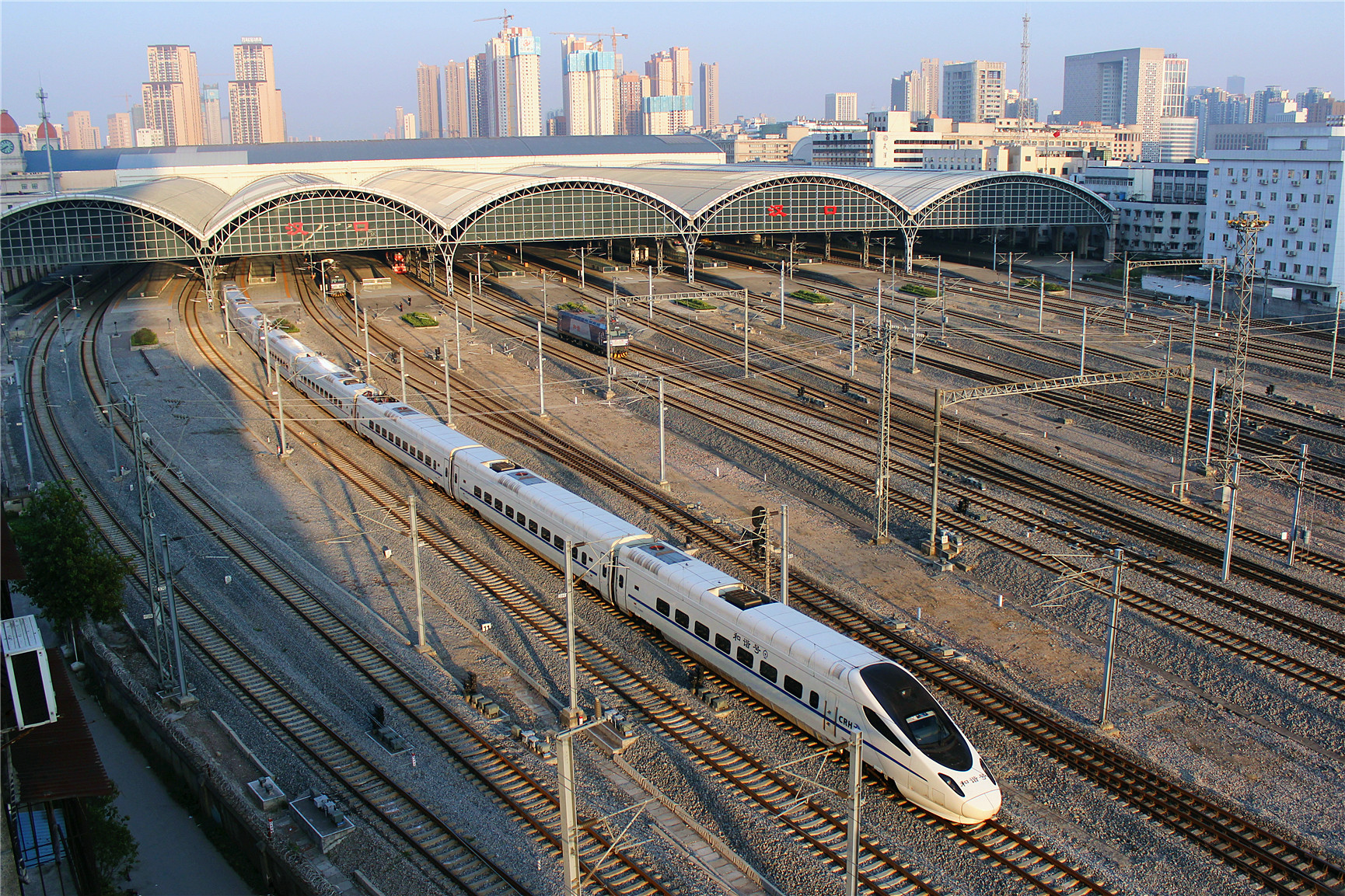
Dworzec kolejowy Hankou

Wuhan jest centralnym węzłem kolejowym w kraju, odchodzą stąd bezpośrednie pociągi zarówno na północ do Pekinu, na południe do Kantonu/Hongkongu, jak też na wschód do Szanghaju i na zachód do Chengdu oraz do sąsiednich prowincji. Największym dworcem w mieście jest Dworzec Główny. Pozostałe ważniejsze dworce to: Hankou i Wuchang. Podczas święta narodowego w okresie od 1 do 8 października 2020 roku wszystkie stacje obsłużyły ponad 1,8 mln osób wyjeżdżających z miasta, co stanowiło 70% obciążenia z poprzedniego roku. Z powyższych dworców kursują pociągi kolei dużej prędkości, które obsługują m.in. linię Wuhan – Kanton, z której w ciągu 10 lat od momentu oddania do użytku skorzystało 500 mln pasażerów.

### Komunikacja lotnicza
Miasto obsługuje port lotniczy Wuhan-Tianhe, z którego w 2019 roku skorzystało ponad 27 mln pasażerów.

### Transport drogowy

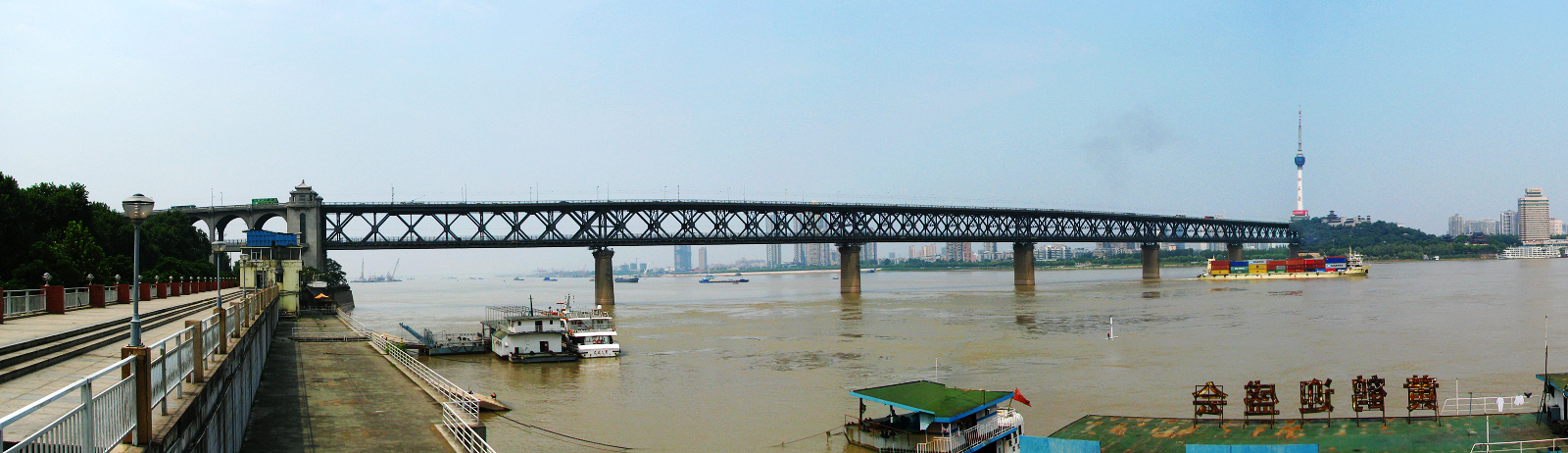
Pierwszy most na rzece Jangcy

Na koniec 2019 roku w Wuhanie było zarejestrowanych 3,14 mln samochodów.
Wuhan posiada 10 mostów przez rzekę Jangcy, począwszy od pierwszego w kraju mostu na wymienionej rzece oddanego w 1957 roku, do najnowszego oddanego we wrześniu 2019 roku. Dodatkowo od 2008 roku pod rzeką przechodzi dwunitkowy tunel, z dwoma pasami w każdym kierunku.
Miasto posiada trzy obwodnicę, ponadto czwarta jest w budowie.
Najważniejsze drogi wychodzące z Wuhanu:
- autostrada G106 – biegnąca z Pekinu do Kantonu;
- autostrada G107 – biegnąca z Pekinu do Hongkongu;
- autostrada G316 – biegnąca z Fuzhouu do Lanzhou;
- autostrada G318 – biegnąca z Szanghaju do Zhangmu (Tybet) przy granicy z Nepalem;
- droga ekspresowa G42 – biegnąca z Szanghaju do Chengdu;
- droga ekspresowa G50 – biegnąca z Szanghaju do Chongqing;
- droga ekspresowa G70 – biegnąca z Fuzhou do Yinchuan.

### Transport publiczny

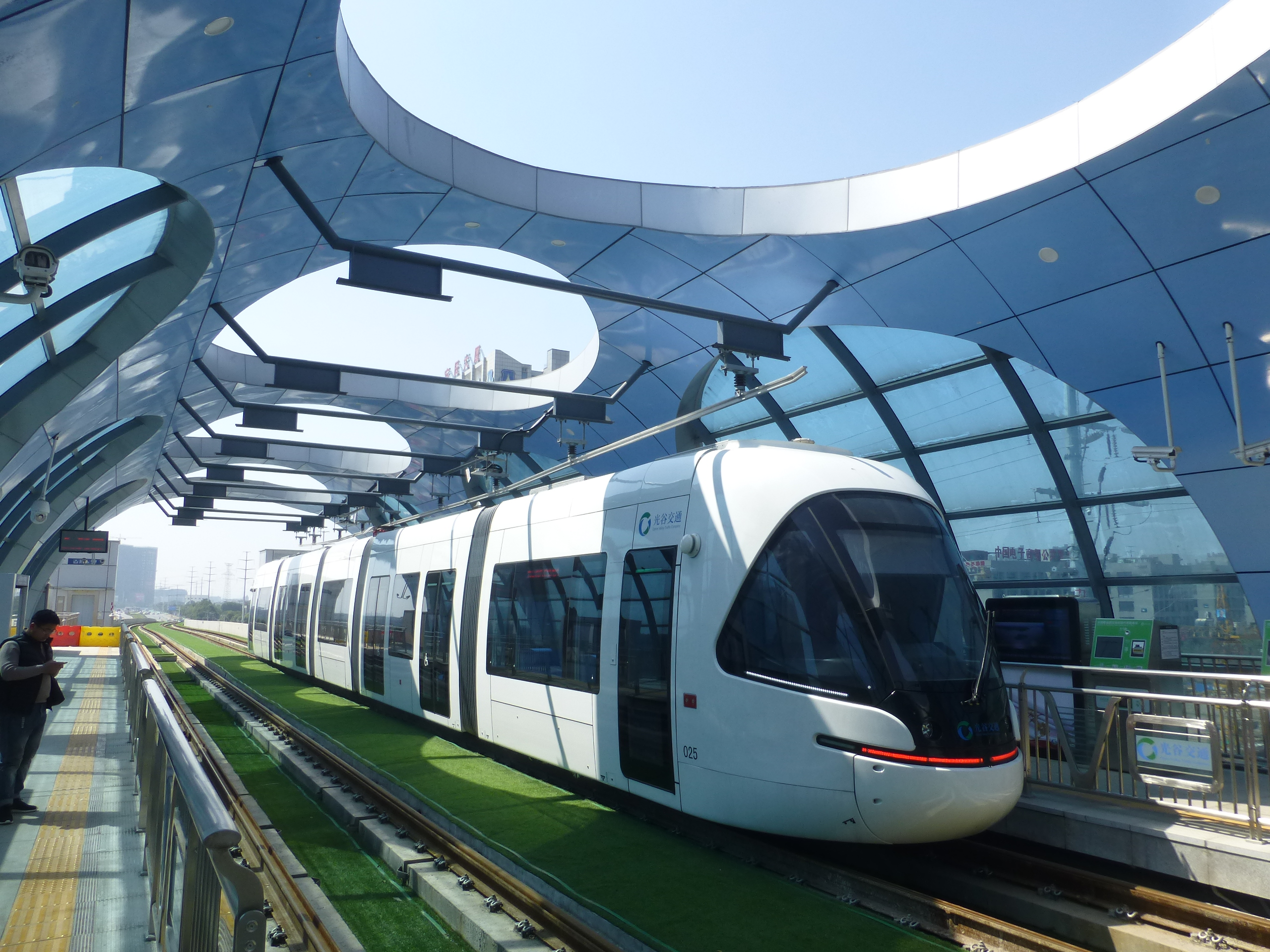
Tramwaj na stacji University Science Park

We wrześniu 2020 roku z transportu publicznego w Wuhanie korzystało dziennie średnio 5,815 mln pasażerów (spadek o ponad 30% w stosunku do września 2019 roku), w tym:
- autobusy i tramwaje: 2,380 mln (-40%)
- metro: 2,600 mln (-26%)
- taxi: 825 tysięcy (-5%)
- tramwaje wodne: 10 tysięcy (-48%)[52].

W listopadzie 2020 roku system metra w Wuhanie miał długość 339 km, zaś z 9 linii metra w 2019 roku korzystało dziennie średnio 3,35 mln pasażerów.
W Wuhanie działają 3 linie tramwajowe o łącznej długości 48,5 km i obsługujące 62 przystanków.

## Ekonomia

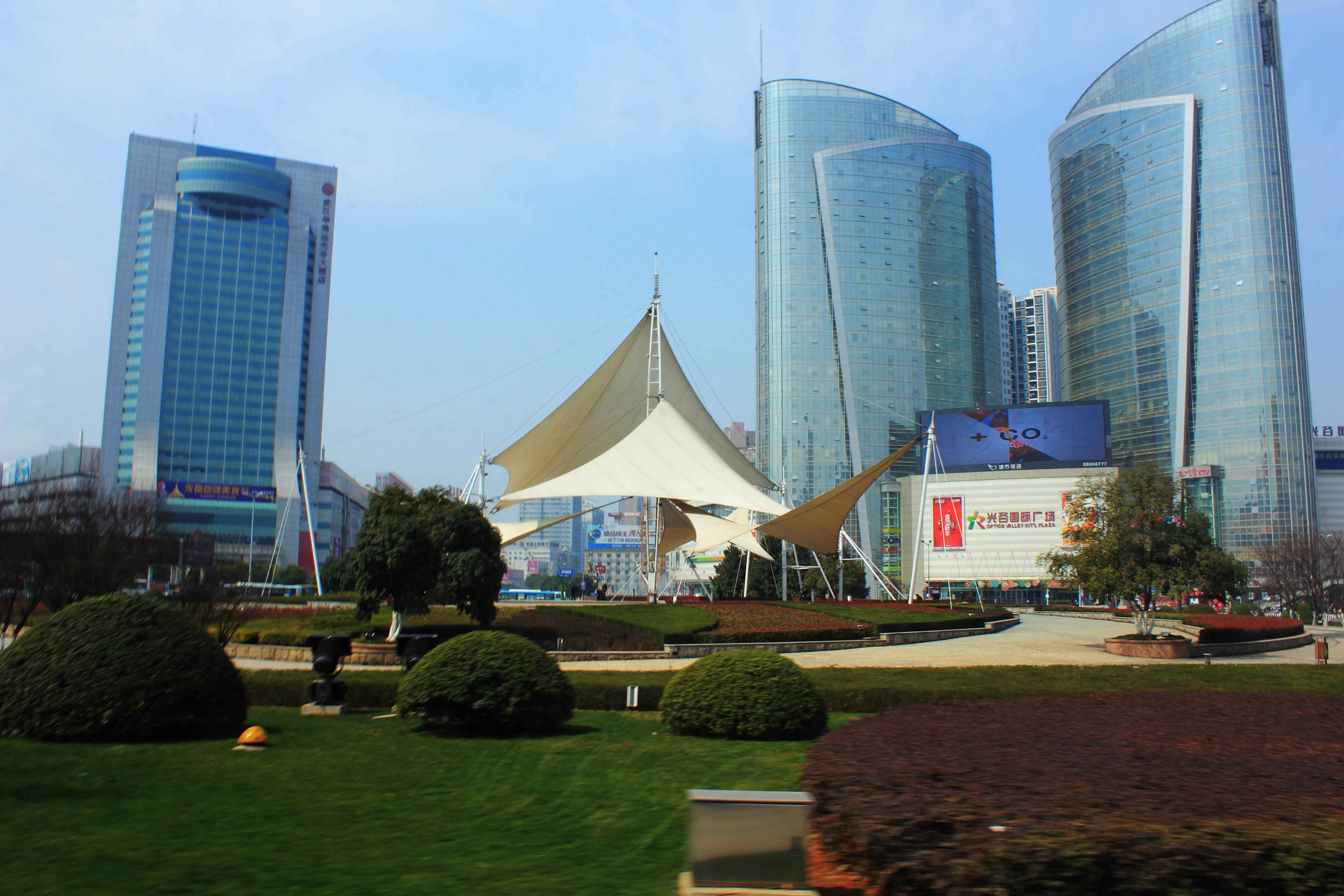
Strefa ekonomiczna „Dolina optyczna”

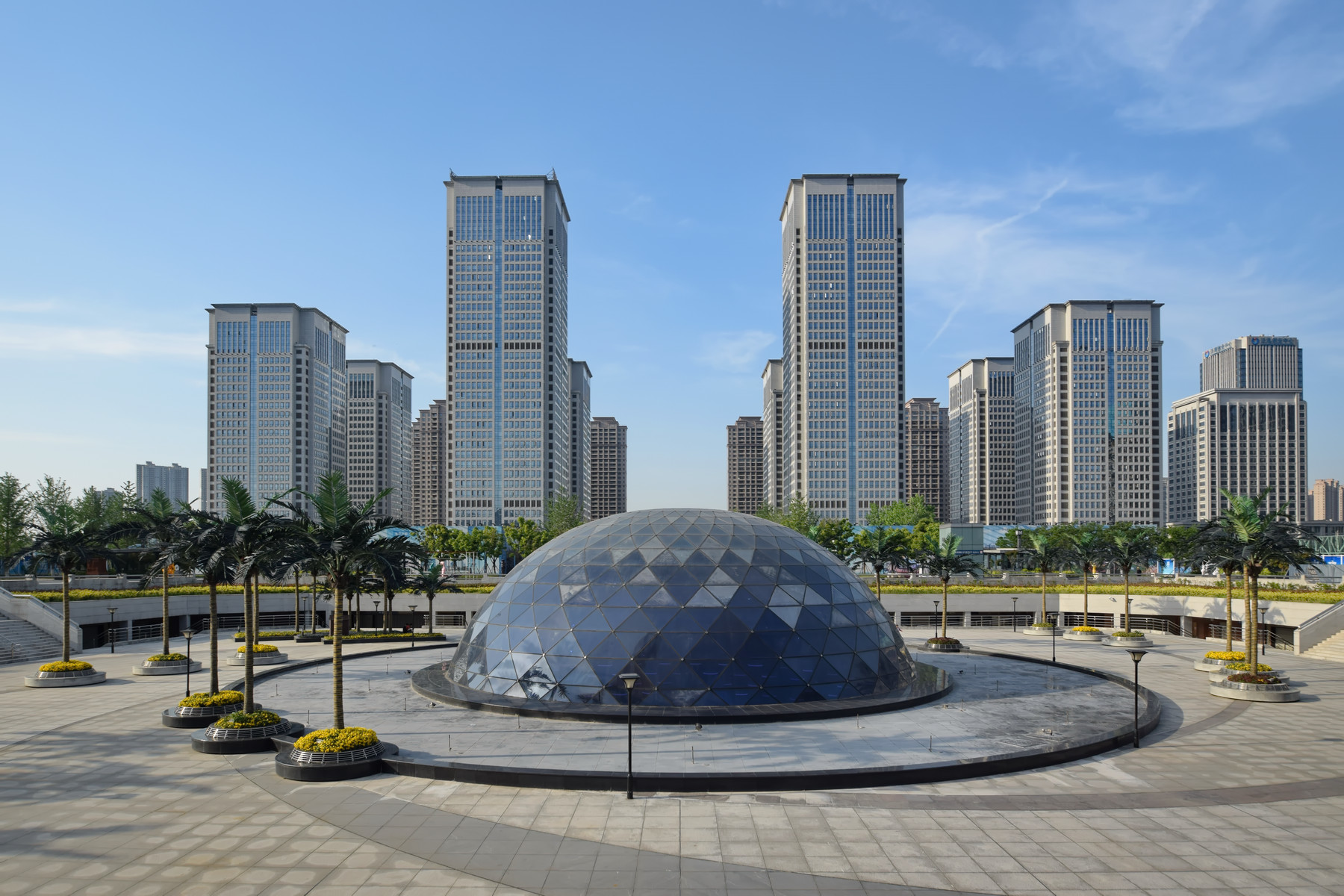
Strefa ekonomiczna WEDZ

W 2019 roku przychód PKB Wuhanu zaliczył wzrost 7,4% w stosunku do poprzedniego roku i wyniósł ponad 1,62 biliona CNY, co stanowiło siódmy wynik na kontynentalnych Chinach. W 2019 roku sektor usług odpowiadał za 60,8% przychodu PKB miasta, zaś za 39,2% pozostałe sektory gospodarki tj. 36,9% – sektor przemysłowy i 2,3% – sektor rolniczy.
Główne ośrodki przemysłu wysokiej technologii skupiają się w specjalnych strefach ekonomicznych. Strefa Wuhan East Lake High-tech Development Zone (tzw. Dolina optyczna), mieszcząca się na prawobrzeżnej części miasta, w 1991 roku została jedyną wówczas w kraju strefą z dziedziny high-tech. Ponadto od 2001 roku utworzono w niej pierwszą w kraju strefę optoelektroniki, od 2007 roku została krajową bazą przemysłu biologicznego, zaś w 2011 roku została drugą w kraju po Pekinie niezależną strefą innowacji. W 2019 roku powyższa strefa zajęła czwarte miejsce w kraju wśród stref zaawansowanej technologii i drugie w dziedzinie optoelektroniki. Strefa ta przyniosła w 2018 roku przychód w wysokości 665 miliarda CNY, co stanowiło ponad 40% przychodu Wuhanu. Otwarta w 2013 roku w Dolinie optycznej pierwsza w Chinach strefa wolnego handlu, obejmująca swoim zasięgiem niecałe 2 km², w 2018 roku odpowiadała za ponad jedną trzecią wolumenu eksportu całego miasta.
Strefa Wuhan Economic & Technological Development Zone (WEDZ), której głównymi filarami jest przemysł samochodowy i elektroniczny, osiągnęła w 2017 roku przychód w wysokości 144 miliarda CNY, co stanowiło 10% przychodu Wuhanu.
W 2019 roku ponad 300 firm z listy Fortune Global 500 dokonało inwestycji w mieście. Swoją główną siedzibę w Wuhanie ma firma Dongfeng Motor, która w 2019 roku znajdowała się na 82 miejscu na powyższej liście, obejmującej największe na świecie firmy według przychodu brutto.
Do rozwoju miasta przyczynił się także fakt, iż Wuhan od 23 kwietnia 2014 roku jest jedną z końcowych stacji tzw. nowego szlaku jedwabnego, regularnego połączenia kolejowego z Europą utworzonego w wyniku inicjatywy „jeden pas i jedna droga”. W 2019 roku miasto obsłużyło 408 pociągów towarowych z powyższej trasy, w tym 195 było wyjeżdżających z miasta i 213 powrotnych z Europy. Ponadto w 2019 roku łączne obroty ładunkowe portu rzecznego w Wuhanie wyniosły 1,69 milionów TEU.
W 2019 roku dochód rozporządzalny mieszkańca Wuhanu zameldowanego na stałe wyniósł 51 706 CNY, który w stosunku do poprzedniego roku (bez uwzględnienia inflacji) wzrósł o 9,2%, zaś dochód PKB w przeliczeniu na mieszkańca w 2019 roku wyniósł 145 tysięcy CNY.

## Najwyższe budynki

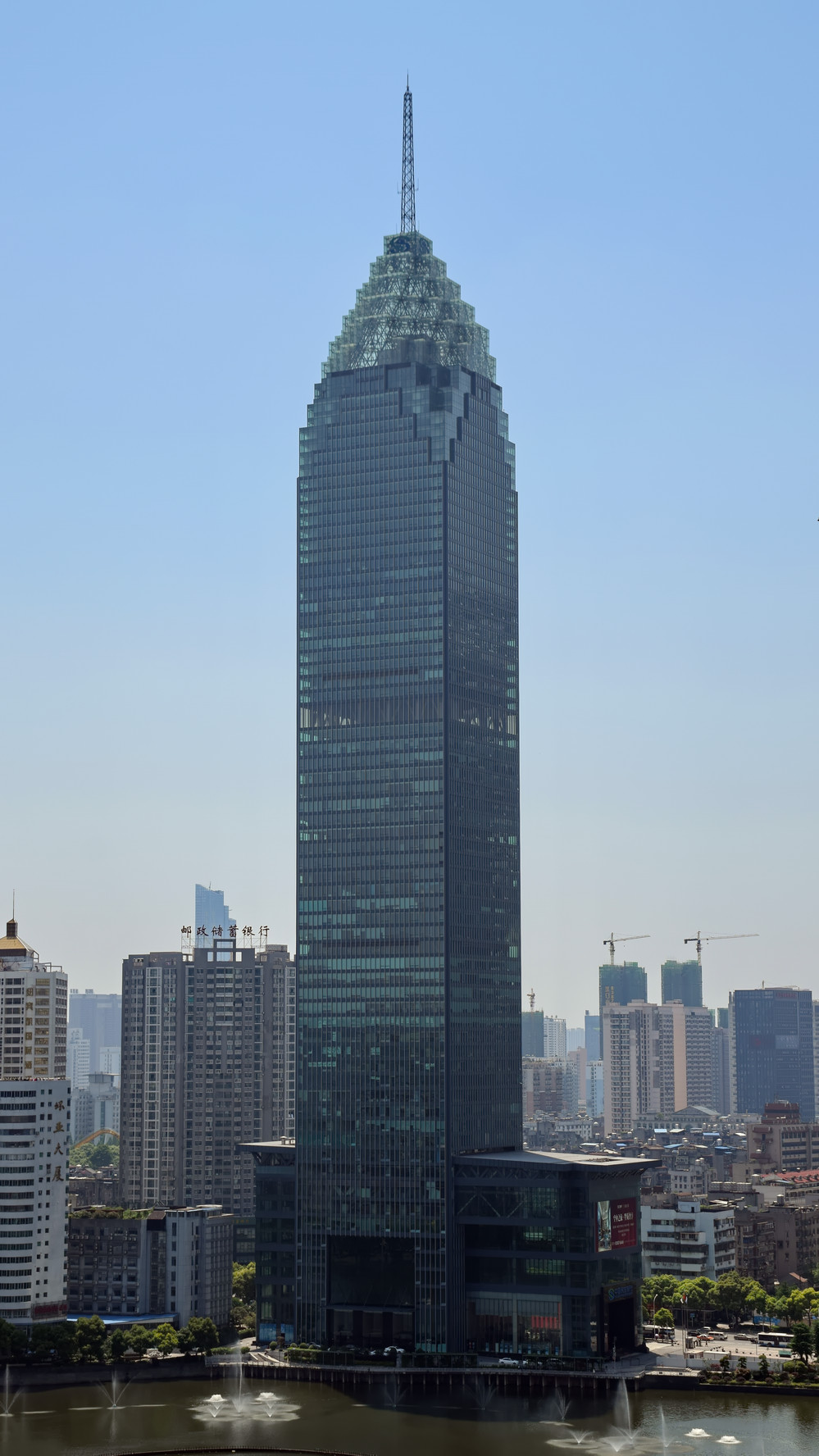
Minsheng Bank Building

W Wuhanie pod koniec października 2020 roku znajdowało się 100 budynków których wysokość przekraczała 150 metrów.
| Miejsce | Nazwy najwyższych budynków       | Wysokość (m) | Rok ukończenia |
| ------- | -------------------------------- | ------------ | -------------- |
| 1       | Wuhan Center                     | 438          | 2019           |
| 2       | Heartland 66 Office Tower        | 339          | 2020           |
| 3       | Minsheng Bank Building           | 331          | 2008           |
| 4       | Yuexiu Fortune Center Tower 1    | 330          | 2017           |
| 5       | Tianyue Xinchen Tower 1          | 275          | 2018           |
| 6       | Wuhan World Trade Tower          | 273          | 1998           |
| 7       | Hongren Fortune Center           | 265          | 2016           |
| 8       | PTJ International Finance Center | 264          | 2014           |
| 9       | Jiali Plaza                      | 251          | 1997           |
| 10      | Wanda Zun B                      | 246          | 2018           |

## Kultura

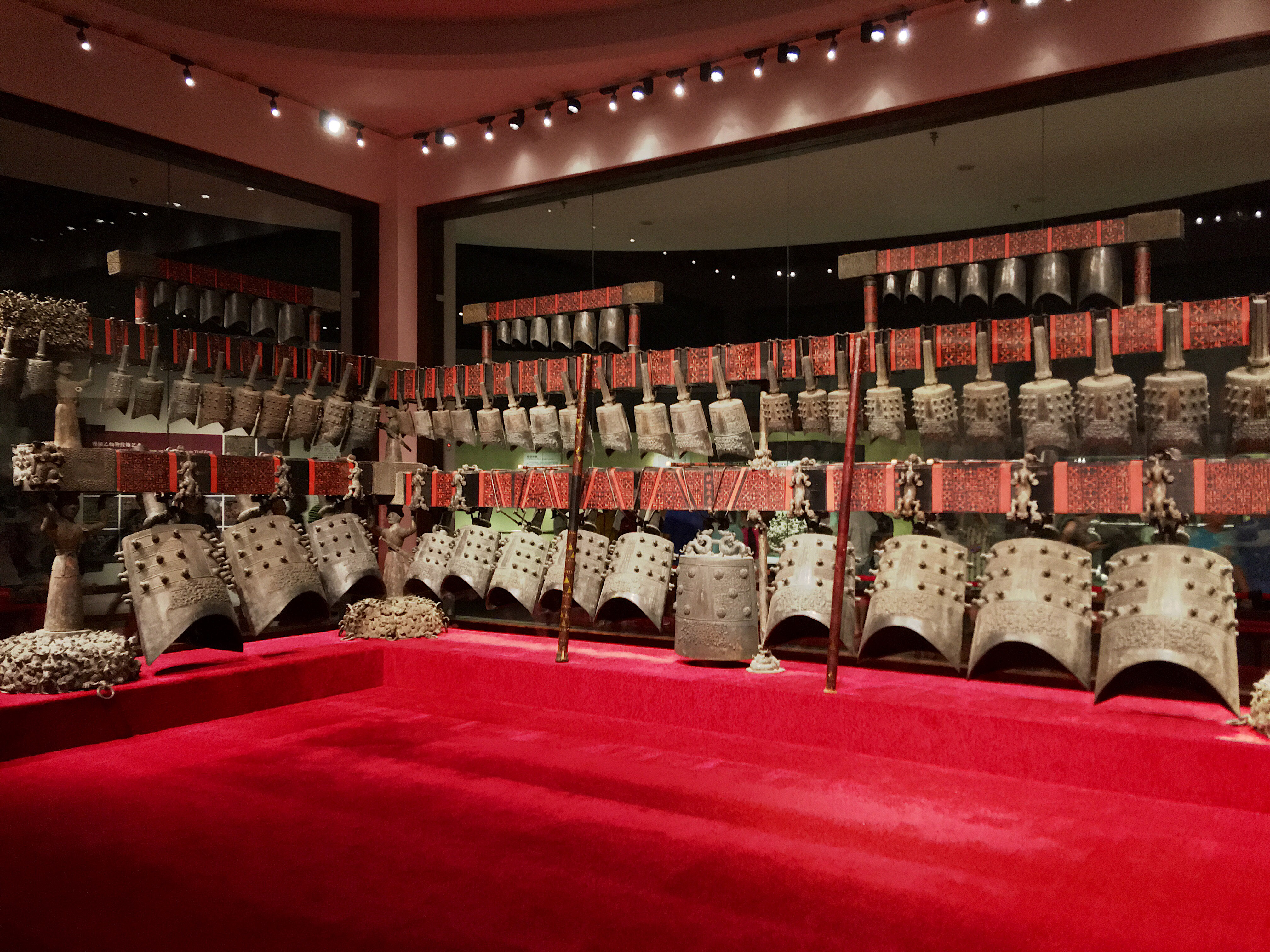
Zestaw dzwonów z grobu markiza Zenga z Yi

W Wuhanie znajduje się wiele instytucji kulturalnych, na czele z Salą Koncertową Qintai, Teatrem Wielkim Qintai i Wuhańskim Muzeum Sztuki.
Wybudowana w 1990 roku Sala Akrobatyczna posiada główną salę widowiskową o pojemności 3 tysięcy widzów. Założona w 1953 roku Trupa akrobatyczna z Wuhan, wielokrotnie nagradzana w kraju i na świecie, jest jedną z najstarszych grup akrobatycznych w Chińskiej Republice Ludowej.
W Hubejskim Muzeum Prowincjonalnym znajduje się odlany w 433 roku p.n.e., największy instrument muzyczny z brązu (bianzhong), jaki kiedykolwiek odkryto. Kompletny zestaw zawiera 65 dzwonków zawieszonych na trójpoziomowym stojaku o wadze ponad 2 ton. Każdy dzwonek może emitować dwa różne dźwięki w zależności od tego, gdzie został uderzony, zaś cały zestaw ma zakres pięciu oktaw z pełną 12-tonową skalą.

## Edukacja

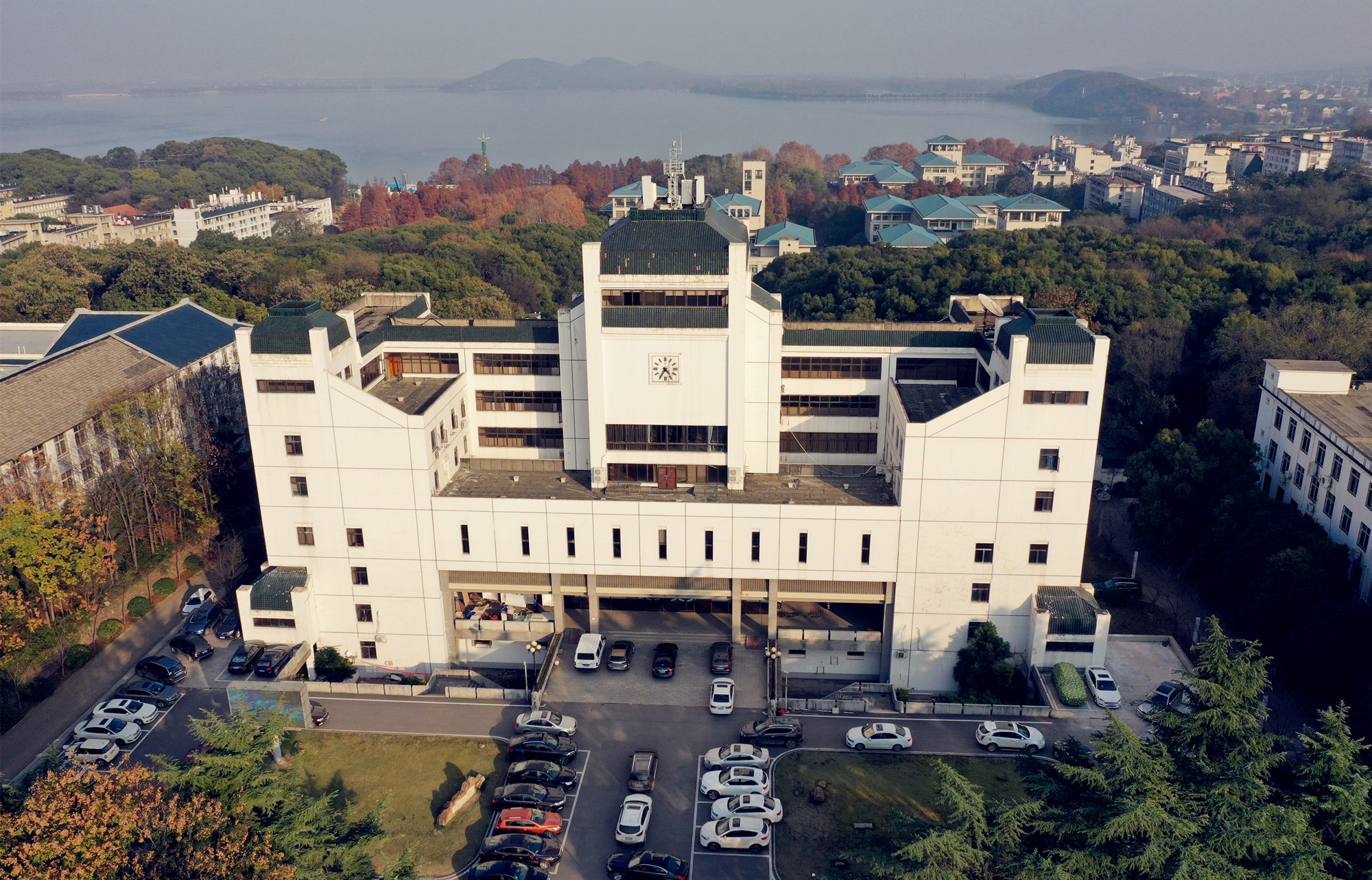
Uniwersytet Wuhański (Wydział Humanistyczny)

W 2017 roku w Wuhanie znajdowały się 84 wyższe uczelnie, na których studiowało prawie 948 tysięcy osób, ponadto w mieście funkcjonowało 500 szkół średnich, 601 szkół podstawowych i 9 szkół specjalnych.
W Wuhanie znajdują się czołowe w kraju wyższe uczelnie:
- Uniwersytet Nauki i Technologii Huazhong (中科技大学|华中科技大学) (zał. w 1953 roku, w 2019 roku na 7 miejscu w rankingu najlepszych uniwersytetów w kraju[84])
- Uniwersytet Wuhański (武汉大学|武汉大学) (zał. w 1893 roku, w 2019 roku na 12 miejscu w rankingu)

Ponadto w 2019 roku w pierwszej setce najlepszych uniwersytetów w Chinach znajdowały się także:
- Wuhański Uniwersytet Technologiczny (武汉理工大学|武汉理工大学) (zał. w 1945 roku)
- Środkowochiński Uniwersytet Pedagogiczny (中师范大学|华中师范大学)
- Uniwersytet Ekonomii, Polityki i Prawa Zhongnan (中南财经政法大学|中南财经政法大学) (zał. w 1948 roku)
- Chiński Uniwersytet Nauk o Ziemi, Instytut w Wuhanie (中国地质大学|中国地质大学 -武汉) (zał. w 1952 roku)
- Uniwersytet Rolniczy Huazhong (中农业大学|华中农业大学) (zał. w 1898 roku)

Pozostałe notowane wyższe uczelnie:
- Uniwersytet Hubejski (湖北大学|湖北大学)
- Wuhański Instytut Technologiczny (武汉工程大学|武汉工程大学) (zał. w 1972 roku)
- Wuhański Uniwersytet Nauki i Technologii (武汉科技大学|武汉科技大学)
- Hubejski Uniwersytet Technologiczny (湖北工业大学|湖北工业大学) (zał. w 1958 roku)
- Południowośrodkowy Uniwersytet Narodowości (中南民族大学|中南民族大学)
- Wuhański Uniwersytet Włókienniczy (武汉纺织大学)
- Uniwersytet Jianghan (江汉大学|江汉大学) (zał. w 1981 roku)
- Politechnika Wuhańska (武汉轻工大学)
- Hubejski Instytut Ekonomiczny (湖北经济学院|湖北经济学院)
- Hubejski Uniwersytet Pedagogiczny (湖北第二师范学院)
- Wuhański Instytut Wychowania Fizycznego (武汉体育学院|武汉体育学院)

Ponadto w mieście funkcjonują m.in. następujące wyższe uczelnie:
- Wuhańskie Konserwatorium Muzyczne (武汉音乐学院|武汉音乐学院)
- Hubejski Instytut Sztuk Pięknych (湖北美术学院|湖北美术学院)
- Hubejski Instytut Tradycyjnej Medycyny Chińskiej (湖北中医学院|湖北中医学院) (zał. w 1954 roku)
- Wyższa Szkoła Łączności (武汉交通职业学院)
- Wyższa Szkoła Informatyki (武汉软件工程职业学院)
- Hubejska Akademia Policyjna (湖北警官学院|湖北警官学院)

## Atrakcje

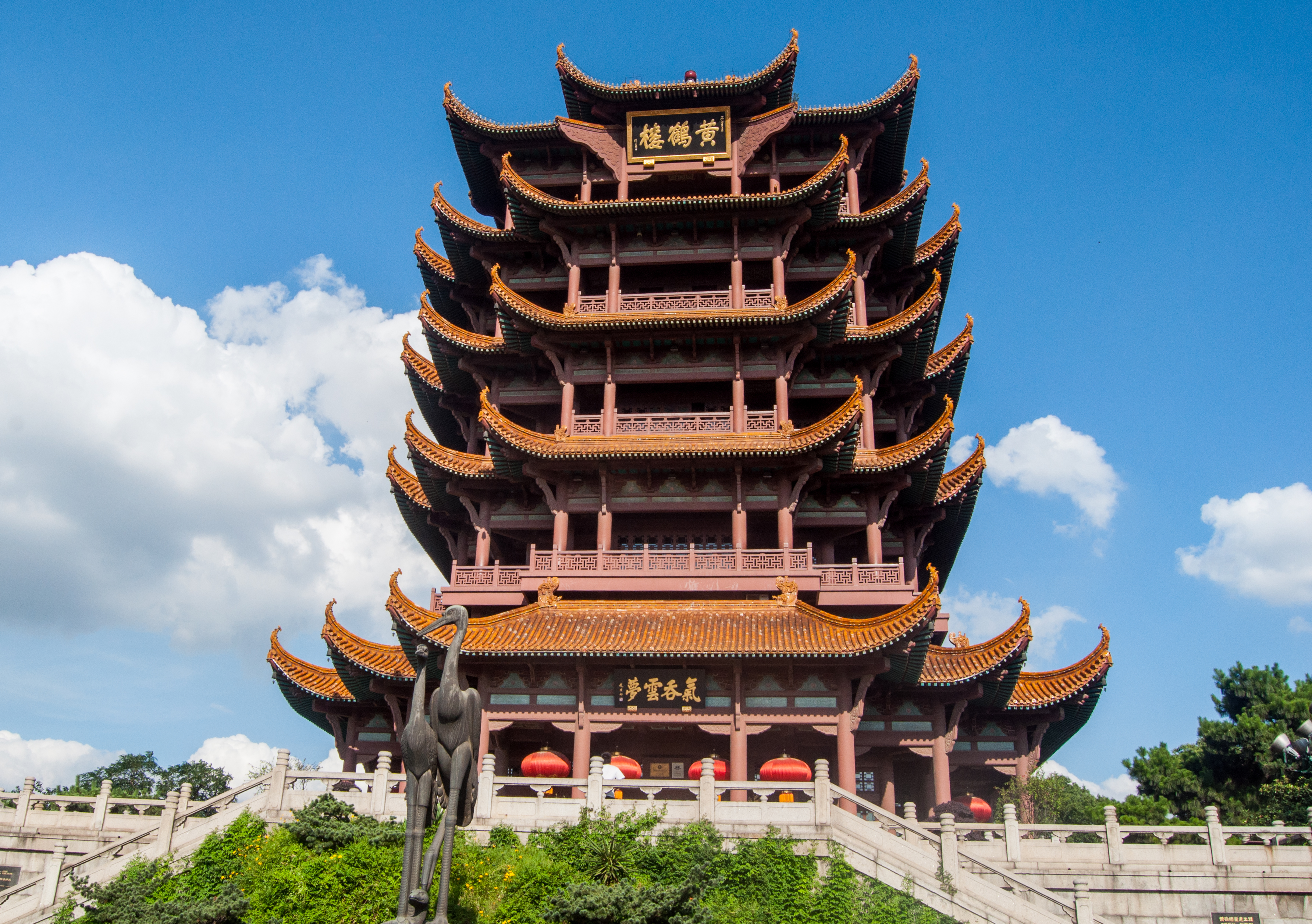
Wieża Żółtego Żurawia

Lista najważniejszych atrakcji turystycznych w mieście:
- Wieża Żółtego Żurawia
- kompleks pałaców i świątyń na Wzgórzu Mulan[85]
- pagoda Wuying[17]
- Świątynia Guiyuan[86]
- Świątynia Changchun[87]
- Pawilon Qingchuan[88]
- okolice jeziora Dōng Hú (East Lake) (m.in. Huguangge - Pawilon Migoczącego Jeziora)[89]
- Muzeum Prowincji Hubei[90]
- Muzeum Wuhan[91]
- Muzeum Sztuki[92]
- Muzeum Historii Naturalnej[93]
- ZOO w Wuhan
- Park rozrywki Happy Valley[94]

## Sport

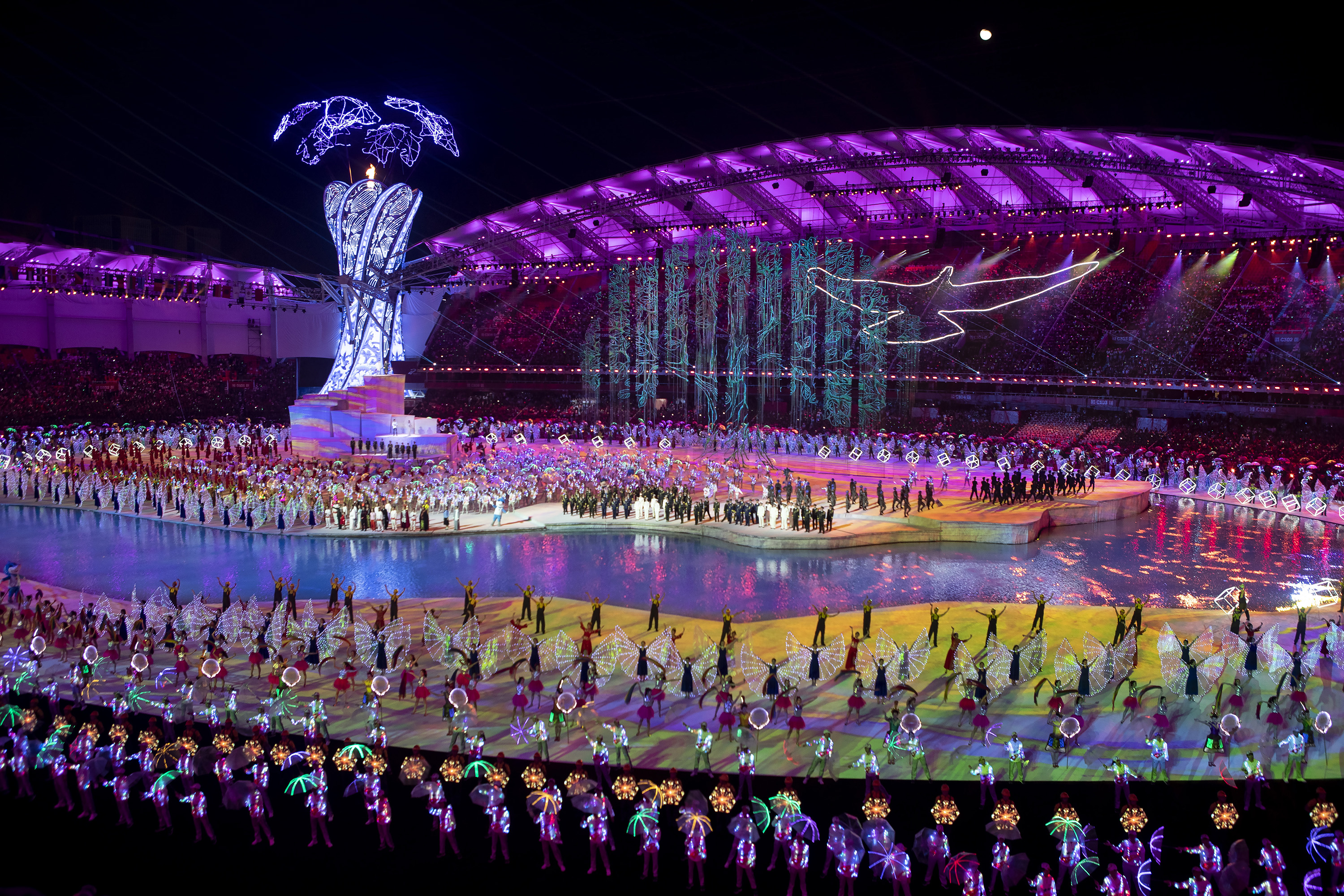
Wuhan Sports Center Stadium – ceremonia otwarcia Światowych Wojskowych Igrzysk Sportowych w 2019 roku

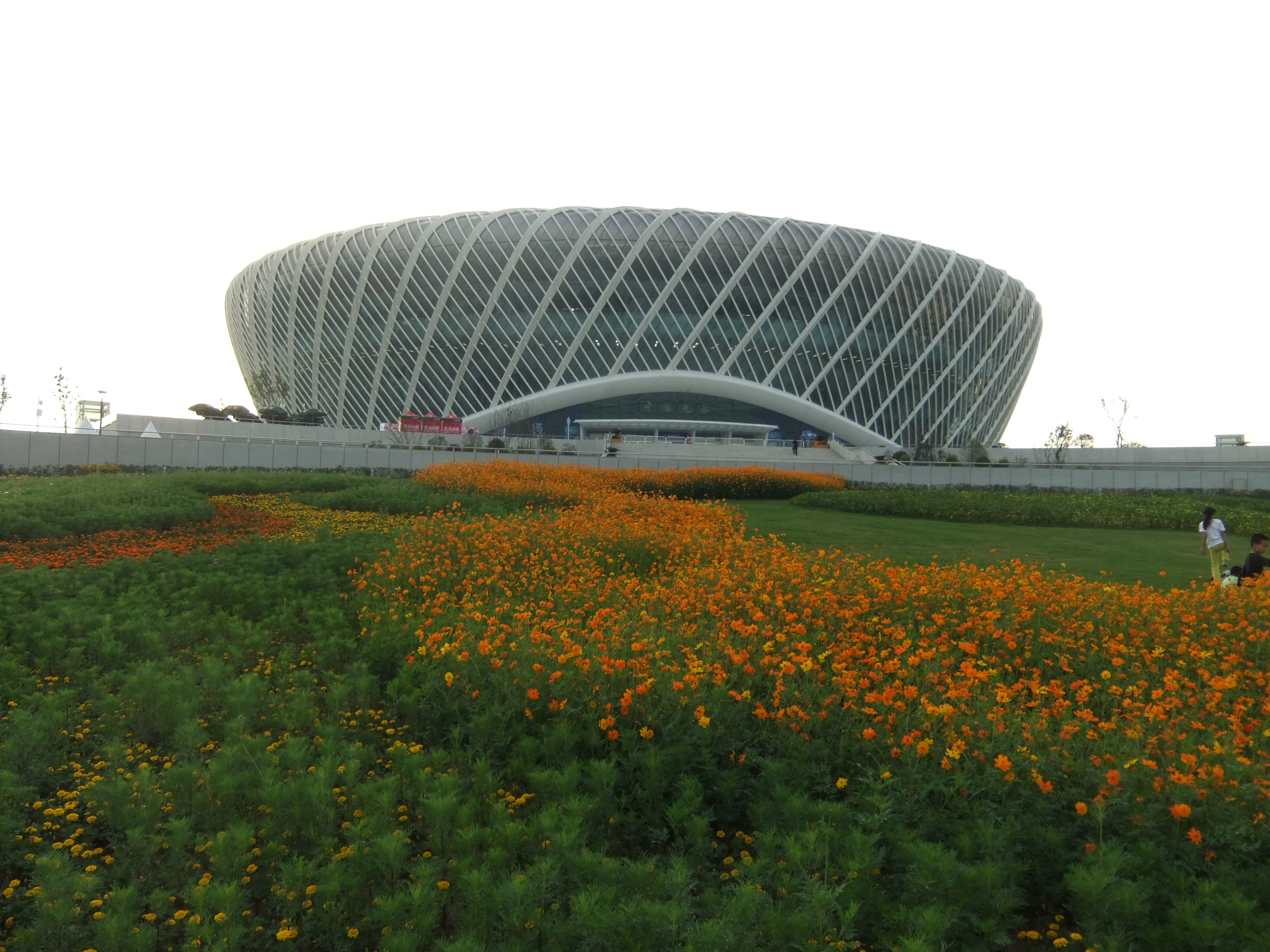
Optics Valley International Tennis Center

Wuhan było gospodarzem międzynarodowych imprez sportowych m.in.:
- w 2011 roku Pucharu Azji FIBA (współgospodarz);
- w 2014 roku FIBA Asia Challenge;
- w 2015 roku Mistrzostw Azji w Lekkoatletyce;
- Mistrzostw Azji w Badmintonie od 2015 roku do 2019 roku;
- w 2018 roku Pucharu Świata w skokach do wody;
- w 2019 roku Mistrzostw Świata w koszykówce mężczyzn (współgospodarz);
- w 2019 roku Światowych Wojskowych Igrzysk Sportowych.

Od 2014 roku organizowany jest w mieście turniej tenisowy rangi WTA Premier 5 – Wuhan Open.
W mieście swoją siedzibę mają następujące kluby sportowe:
- Wuhan Zall – piłka nożna (Chinese Super League);
- Wuhan Jianghan University F.C. – piłka nożna (China Women’s Super League);
- Wuhan Gators – futbol amerykański (China Arena Football League).

W Wuhanie znajduje się szereg obiektów sportowych m.in.:
- Wuhan Sport Center – kompleks sportowy obejmujący stadion i halę sportową o pojemności odpowiedni 58 i 12 tysięcy widzów oraz basen o pojemności 3,5 tysiąca widzów[95];
- Wuhan Five Rings Sports Center – kompleks sportowy obejmujący stadion sportowy o pojemności 30 tysięcy widzów, halę sportową o pojemności 8 tysięcy widzów i basen o pojemności 3 tysięcy widzów[46];
- Hankou Cultural Sports Centre – wielofunkcyjny stadion o pojemności 20 tysięcy widzów;
- Xinhua Road Sports Center – wielofunkcyjny stadion o pojemności 32 tysięcy widzów;
- Optics Valley International Tennis Center - centrum tenisowe obejmujące m.in. główny kort o pojemności 14 tysięcy widzów[96];
- hale sportowe Hongshan[97] i Hubei Olympic Center[98] o pojemności odpowiednio 8 i 5 tysięcy widzów.

## Miasta i regiony partnerskie
Miasta i regiony partnerskie Wuhanu (stan na koniec 2019).
| - Ōita, Japonia (od 1979) - Pittsburgh, Stany Zjednoczone (od 1982) - Duisburg, Niemcy (od 1982) - Manchester, Wielka Brytania (od 1986) - Gałacz, Rumunia (od 1987) - Kijów, Ukraina (od 1990) - Chartum, Sudan (od 1995) - Győr, Węgry (od 1995) - Bordeaux, Francja (od 1998) - Arnhem, Holandia (od 1999) - Cheongju, Korea Południowa (od 2000) - Sankt Pölten, Austria (od 2005) - Christchurch, Nowa Zelandia (od 2006) - Markham, Kanada (od 2006) | - Borlänge, Szwecja (od 2007) - Kópavogur, Islandia (od 2008) - Aszdod, Izrael (od 2011) - Departament Essonne, Francja (od 2012) - Izmir, Turcja (od 2013) - Tijuana, Meksyk (od 2013) - Saratów, Rosja (od 2015) - Concepción, Chile (od 2016) - Biszkek, Kirgistan (od 2016) - Chalkida, Grecja (od 2017) - Iżewsk, Rosja (od 2017) - Swansea, Wielka Brytania (od 2018) - Entebbe, Uganda (od 2018) - Bangkok, Tajlandia (od 2018) |

## Znane osoby
W Wuhanie urodziły się m.in. następujące osoby:
| - Xiaohong Chen – ekonomista - Deng Zhuoxiang – piłkarz - Guo Jing – działaczka na rzecz praw kobiet - Li Na – tenisistka - Niu Di – wspinaczka sportowa - Rao Jingwen – pingpongistka - Sun Rui – tancerz klasyczny | - Chang-Lin Tien – profesor - Su Xiongfeng – lekkoatleta - Liu Yifei – aktorka - Yinyu Ye – informatyk - Zeng Cheng – piłkarz - Zeng Keni – aktorka - Zheng Bin – piłkarz |